# Nestor (Pysyk)
Nestor (světským jménem: Andrij Anatolijovyč Pysyk; * 22. května 1979, Pidvoločysk) je ukrajinský duchovní Pravoslavné církve Ukrajiny a metropolita ternopilský a kremenecký.

## Život
Narodil se 22. května 1979 Pidvoločysku.
Po dokončení střední školy nastoupil roku 1996 na Kyjevský duchovní seminář Ukrajinské pravoslavné církve Kyjevského patriarchátu a poté pokračoval ve studiu na Kyjevské pravoslavné bohoslovecké akademii.
Dne 26. října 2000 byl představeným chrámu svatého Michaela v Kyjevě biskupem perejaslav-chmelnyckým Dymytrijem (Rudjukem) postřižen na monacha a přijal mnišské jméno Nestor na počest svatého Nestora Letopisce. Stejného roku byl rukopoložen na hierodiakona.
Dne 28. května 2001 byl patriarchou kyjevským Filaretem rukopoložen na jeromonacha.
Dne 10. listopadu 2003 se stal sekretářem patriarchy Filareta.
Dne 22. února 2005 byl jmenován představeným monastýru svatého Theodosia v Kyjevě.
Dne 28. února 2006 jej Svatý synod Kyjevského patriarchátu zvolil biskupem ternopilským a bučačským.
Dne 5. března 2006 proběhla v chrámu svatého Vladimíra v Kyjevě jeho biskupská chirotonie.
Dne 23. ledna 2012 byl povýšil na arcibiskupa.
Dne 13. května 2012 byl jmenován správcem ternopilsko-kremenecké eparchie.
Dne 15. prosince 2018 se zúčastnil Sjednocujícího sněmu ukrajinských pravoslavných církví a vstoupil do jurisdikce nové Pravoslavné církve Ukrajiny.
Dne 2. února 2023 jej metropolita kyjevský Epifanij povýšil na metropolitu.